# علي التميمي
علي مُحسن هدال التميمي؛ وهو سياسي عراقي ومحافظ بغداد السابق وعضو سابق في مجلس النواب عن التيار الصدري ولد في سنة 1975 في مدينة بغداد في العراق، أنتخب في 2013 لتولي منصب محافظ بغداد وأشتهر بعد توليه للمنصب بلبس البدلة الزرقاء الخاصة بالعمل ولقب نفسهُ بِخادم بغداد. في يوم 19 يناير صوت مجلس محافظة بغداد على إقالته من منصبه بسبب إتهاماته بالفساد. بتاريخ 6 آذار 2016 تم انتخاب السيد عطوان العطواني من ائتلاف دولة القانون محافظاً جديداً لبغداد.